# Peter Denoyelles
Peter Denoyelles (* 1766 in Haverstraw, Provinz New York; † 6. Mai 1829 ebenda) war ein US-amerikanischer Politiker. Zwischen 1813 und 1815 vertrat er den Bundesstaat New York im US-Repräsentantenhaus.

## Werdegang
Peter Denoyelles wuchs während der britischen Kolonialzeit auf und genoss eine gute Schulbildung. Danach ging er der Herstellung von Ziegelsteinen nach. Er saß in den Jahren 1802 und 1803 in der New York State Assembly. Er hielt mehrere lokale Ämter. Politisch gehörte er der von Thomas Jefferson gegründeten Demokratisch-Republikanischen Partei an. Bei den Kongresswahlen des Jahres 1812 wurde Denoyelles im dritten Wahlbezirk von New York in das US-Repräsentantenhaus in Washington, D.C. gewählt, wo er am 4. März 1813 die Nachfolge von Pierre Van Cortlandt junior antrat. Da er auf eine erneute Kandidatur im Jahr 1814 verzichtete, schied er nach dem 3. März 1815 aus dem Kongress aus. Danach nahm er wieder seine Tätigkeit als Hersteller von Ziegelsteinen auf. Er starb am 6. Mai 1829 in Haverstraw und wurde auf dem Mount Repose Cemetery beigesetzt.